# Мурав'янка сірочерева
Мурав'янка сірочерева (Myrmornis torquata) — вид горобцеподібних птахів родини сорокушових (Thamnophilidae). Мешкає в Центральній і Південній Америці.

## Опис
Довжина птаха становить 14,5-16,5 см, вага 42-51 г. Верхня частина тіла коричнева, нижня частина тіла сіра. На обличчі, горлі і верхній частині грудей чорна пляма, "брови", скроні і шия з боків поцятковані білим лускоподібним візерунком. Крила чорнуваті, поцятковані трьома охристими смугами. На спині малопомітна біла пляма. Хвіст короткий. Навколо очей плями голої синьої шкіри. Дзьоб прямий, гострий, сіруватий.

## Таксономія
Сірочерева мурав'янка була описана французьким натуралістом Жоржем-Луї Леклерком де Бюффоном в 1780 році в праці «Histoire Naturelle des Oiseaux» за зразком з Каєнни (Французька Гвіана). Біномінальну назву птах отримав в 1783 році, коли нідерландський натураліст Пітер Боддерт класифікував його під назвою Formicarius torquatus у своїй праці «Planches Enluminées». Сірочерева мурав'янка є єдиним представником монотипового роду Myrmornis, введеного французьким натуралістом Йоганном Германом у 1783 році.

## Підвиди
Виділяють два підвиди:
- M. t. stictoptera (Salvin, 1893) — локально на південному сходу Гондурасу. північний схід і південний схід Нікарагуа, схід Панами (на схід від Зони каналу) і крайній північний захід Колумбії (Чоко, Кордова, південний Болівар, західна Бояка);
- M. t. torquata (Boddaert, 1783) — від центральної і південно-східної Колумбії (на схід від Анд) до північно-східного Еквадору (Напо, Пастаса) і північного Перу (на північ від Амазонки в регіоні Лорето), також на південному сході Венесуели (схід і південь Амасонасу, Болівар), в Гвіані і Бразильській Амазонії.

Деякі дослідники виділяють підвид M. t. stictoptera у окремий вид Myrmornis stictoptera

## Поширення і екологія
Сірочереві мурав'янки мешкають в Гондурасі, Нікарагуа, Панамі, Колумбії, Еквадорі, Перу, Болівії, Бразилії, Венесуелі, Гаяні, Суринамі і Французькій Гвіані. Вони живуть в підліску вологих тропічних лісів з густою підстилкою. Зустрічаються парами або сімейними зграйками на висоті до 900 м над рівнем моря, в тепуях Гвіанського нагір'я на висоті до 1200 м над рівнем моря. Живляться дрібними безхребетними.